# 森田克徳
森田 克徳（もりた かつのり）は、日本の商学者。専門は、経営史・流通史・マーケティング史）。学位は、修士（経営学）（慶應義塾大学・1995年）。流通企業研究所代表。
静岡県立大学経営情報学部准教授、静岡県立大学学長補佐などを歴任。

## 概要

### 生い立ち
1981年、慶應義塾大学法学部政治学科に入学し、政治学を修める。1985年に慶應義塾大学を卒業すると、明治製菓（現：Meiji Seikaファルマ）に入社した。しかし、1992年に明治製菓を退社すると、翌年の春、母校である慶應義塾大学に戻り、大学院の経営管理研究科に入学し、経営学を修める。1995年に修士課程を修了し、修士号を取得した。同年、法政大学の大学院にて社会科学研究科の経営学専攻に入学し、博士後期課程に在籍し研究を進めた。

### 研究職として
1997年、静岡県立大学に採用され、経営情報学部の講師に就任した。また、2000年には、静岡県立大学の大学院にて、経営情報学研究科の講師も兼任することとなった。2005年には静岡県立大学の経営情報学部の助教授に昇任し、同時に大学院の経営情報学研究科の助教授を兼任することとなった。さらに、静岡県立大学の学長補佐にも就任した。また、同年より、静岡総合研究機構の研究員も兼任した。
2007年より、静岡県立大学の経営情報学部の経営情報学科にて、准教授を務め、また、大学院の経営情報学研究科にて、経営情報学専攻の准教授も兼任。2011年、静岡県立大学を退職した。現在は、流通企業研究所の代表を務める
。

## 研究
研究分野は主として商学や経営学に関するものであり、経営史、流通史、マーケティング史などを専門とする。特に、明治製菓での勤務歴を生かした製菓産業の経営史や、ビール産業の経営史、およびマーケティング史に取り組んでいる。製菓産業の歴史については、森永製菓、明治製菓、江崎グリコ、不二家、ロッテの5社の経営行動を分析した『争覇の経営戦略――製菓産業史』と題する研究書に纏められている。また、ダイエー、イトーヨーカ堂、セブン-イレブン・ジャパンのロジスティクスを分析し『争覇の流通イノベーション――ダイエー・イトーヨーカ堂・セブン-イレブン・ジャパンの比較経営行動分析』と題する研究書に纏めており、その業績が評価され日本流通学会から学会賞を授与された。同様に、『日本マーケティング史――生成・進展・変革の軌跡』では、経営行動科学学会から学会賞優秀事例賞を授与された。

## 略歴
- 1985年 - 慶應義塾大学法学部卒業。
- 1985年 - 明治製菓入社。
- 1992年 - 明治製菓退社。
- 1995年 - 慶應義塾大学大学院経営管理研究科修士課程修了。
- 1998年 - 法政大学大学院社会科学研究科博士後期課程単位取得満期退学。
- 1997年 - 静岡県立大学経営情報学部講師。
- 2000年 - 静岡県立大学大学院経営情報学研究科講師。
- 2004年 - 慶應ビジネススクール同窓会副会長。
- 2005年 - 日本セルフ・サービス協会シニアアドバイザー。
- 2005年 - 静岡県立大学経営情報学部助教授。
- 2005年 - 静岡県立大学大学院経営情報学研究科助教授。
- 2005年 - 静岡総合研究機構研究員。
- 2005年 - 静岡県立大学学長補佐。
- 2007年 - 静岡県立大学経営情報学部准教授。
- 2007年 - 静岡県立大学大学院経営情報学研究科准教授。

## 賞歴
- 2006年 - 第10回日本流通学会学会賞。
- 2009年 - 第7回経営行動科学学会学会賞優秀事例賞。

## 著作
- 森田克徳著『争覇の経営戦略――製菓産業史』慶應義塾大学出版会、2000年。ISBN 9784766408331
- 森田克徳著『現代商業の機能と革新事例』多賀出版、2004年。ISBN 9784811568614
- 森田克徳著『争覇の流通イノベーション――ダイエー・イトーヨーカ堂・セブン-イレブン・ジャパンの比較経営行動分析』慶應義塾大学出版会、2004年。ISBN 9784766411195
- 森田克徳述、法政大学イノベーション・マネジメント研究センター編『明治という時代のなかのマーケティング――法政大学創立者薩埵正邦生誕150周年記念連続講演会――明治日本の産業と社会――第3回講演録』法政大学イノベーション・マネジメント研究センター、2007年。
- 森田克徳著『日本マーケティング史 : 生成・進展・変革の軌跡』慶應義塾大学出版会、2007年。ISBN 9784766413601
- 森田克徳著『ビール・ウイスキー産業の革新者たち』NSK出版、2011年。ISBN 9784921102203